# 히바 칸국
히바 칸국(페르시아어: خانات خیوه, 우즈베크어: خیوه خانلیگی, 러시아어: Хивинское ханство)은 화레즘 지방에서 1740년에서 1747년 동안에 페르시아의 나디르 샤가 점령한 때를 제외한 1511년부터 1920년까지 존속한 우즈베크인의 국가이다. 이 국가의 칸은 칭기즈 칸의 손자이자 주치의 5번째 아들인 샤이반의 부계 자손이었다. 아랄해 남쪽의 아무다리야강 하류에 있는 관개된 평야지방을 중심으로 히바라는 수도를 둔 칸국은 아스트라한 칸국의 후예이자 몽골에서 온 튀르크계 부족인 온기라트의 지배를 받았다. 이 나라는 19세기 중반에 러시아 제국이 오기 전까지는 현재의 우즈베키스탄의 서쪽과 카자흐스탄의 남서쪽, 그리고 투르크메니스탄의 영토 대부분까지 뻗어있었다. 또한, 히바 칸국은 코칸트 칸국, 부하라 칸국과 함께 우즈베키스탄의 3대 칸국 중 하나였다.
1873년, 히바 칸국은 크기가 초라할 정도로 줄어들고 러시아 제국의 보호국이 되었다. 1917년에 벌어진 러시아 10월 혁명 이후에 히바 칸국에서도 혁명이 일어났고 1920년에 칸국은 화레즘 소비에트 사회주의 공화국이 되었다. 1924년에 히바 칸국이 있던 이 지역은 소련에 공식적으로 병합되었고, 오늘날 카라칼파크스탄과 우즈베키스탄의 호레즘 주로 남아있다.

## 역사

### 초기 역사
히바 칸국이 자리 잡았던 지역은 본래 구 우르겐치를 수도로 두던 차가타이 칸국의 일부였다. 이 차가타이 칸국은 중앙아시아의 가장 중요하고 거대한 무역 중심지였다. 하지만 티무르는 이 나라를 사마르칸트의 경쟁자로 보았고 5번에 걸친 원정 끝에 1388년 구 우르겐치를 완전히 파괴했다. 1505년에 무함마드 샤이바니의 지휘 아래 우즈베크인들이 티무르 왕조에서 화레즘을 빼앗았다. 1510년에 샤이바니가 사파비에게 패배하자, 페르시아인들이 그 땅을 점령했다. 그렇지만 1512년에 야디가리드 샤이바니 왕조에 속한 우즈베크인들이 페르시아의 지배에 항거하면서 자신을 이 땅의 칸으로 선포했다. 1559년에는 히바와 부하라의 사절이 러시아에 도착하면서 러시아와 우즈베크인 국가 간의 관계가 시작되었다. 러시아는 중앙아시아의 러시아인 노예를 사서 해방시켰으며, 히바 칸국은 러시아제 무기, 납, 독수리 등을 구매했다.
1576년에 아무다리야강의 물줄기가 변하여 원래 수도였던 구 우르겐치가 버려진 이후, 수도는 남쪽으로 이동하여 1619년에 아랍 무함마드 1세는 히바를 칸국의 수도로 삼았다. 1584년부터는 하지 무함마드 칸이 대외 원정을 하기 시작했다. 17세기 초반에는 카자흐족 및 우즈베크족 등 유목민들의 침입 및 왕실의 내분이 있는 가운데 부하라 칸국간의 경쟁 등으로 계속해서 불안정한 상태에 있었다. 예를 들어 1538년에서 1540년까지, 그리고 1593년에서 1594년까지는 일시적으로 화레즘 지방이 부하라 칸국에게 점령당하기도 했다. 이후 수도를 남쪽으로 이동하면서 투르크멘인의 지지로 이스판디야르가 칸이 되었지만, 주변의 형제들과 경쟁을 해야 했다.
1643년에 아불 가지 바하두르 칸이 즉위한 이후 히바 내의 투르크멘인을 학살했다. 1644년에는 부하라를 7번이나 원정하는 등 공세 정책을 강화했다. 하지만, 18세기에 들어서는 우즈베크인과 투르크멘인의 대립, 왕가의 내분 등으로 인해 칸의 권력이 유명무실해지고 실권은 우즈베크인의 온기라트가 차지하게 되었다.

### 러시아 제국의 영향

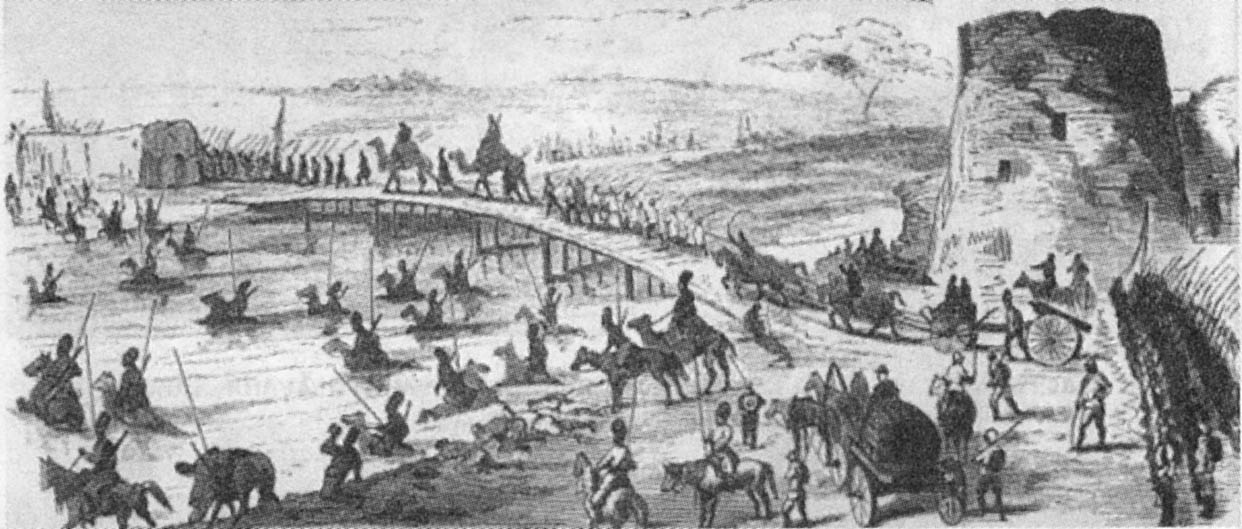
1873년 5월 25일 히바 내부의 샤흐 아바트 운하를 건너는 베레브키네 장군 하의 러시아 카자크군

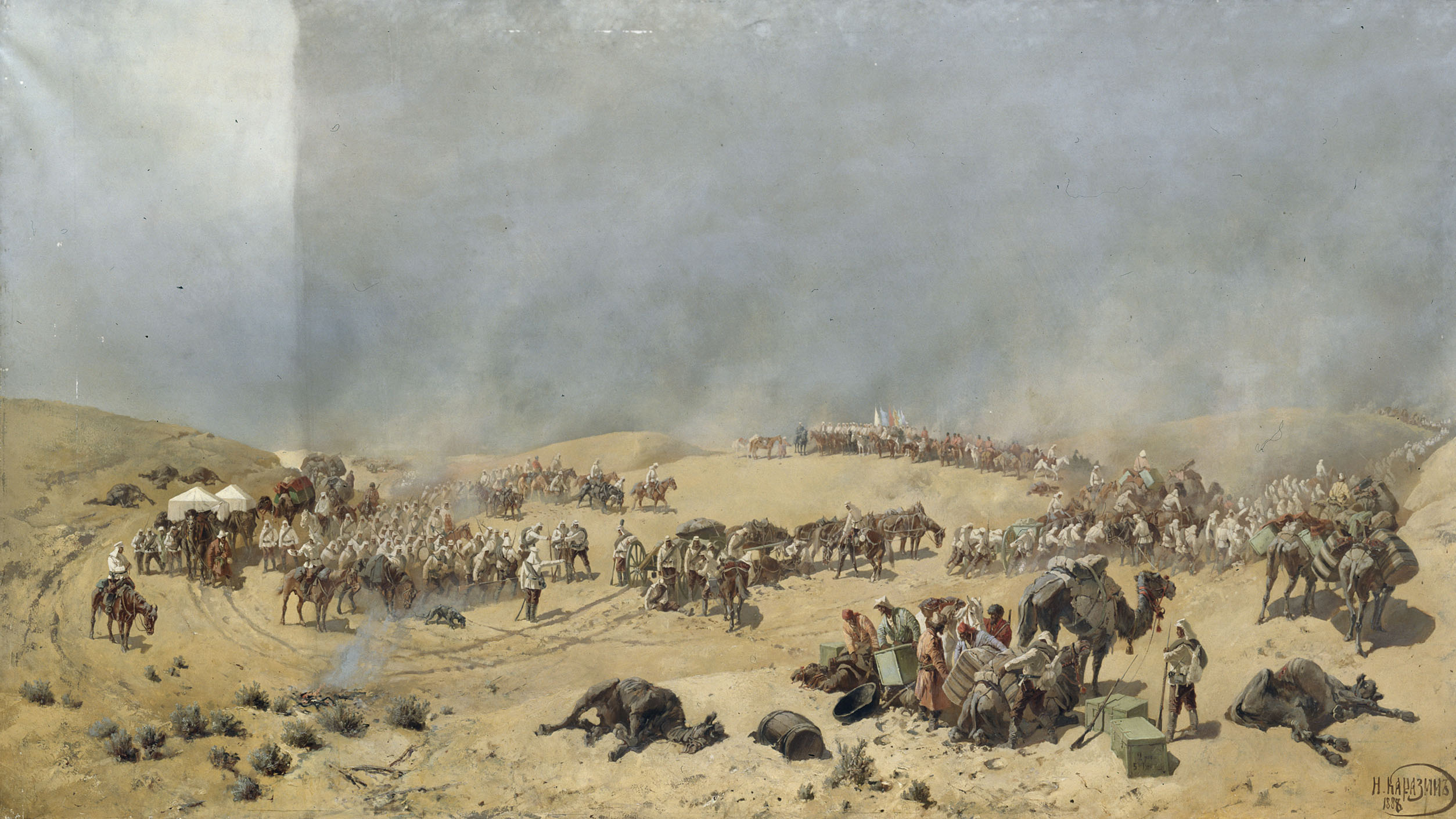
1873년 히바 전역 러시아군이 아담-카르가란 우물에서 쌓인 시체를 건너고 있다(1888년 니콜라이 카라진이 그림)

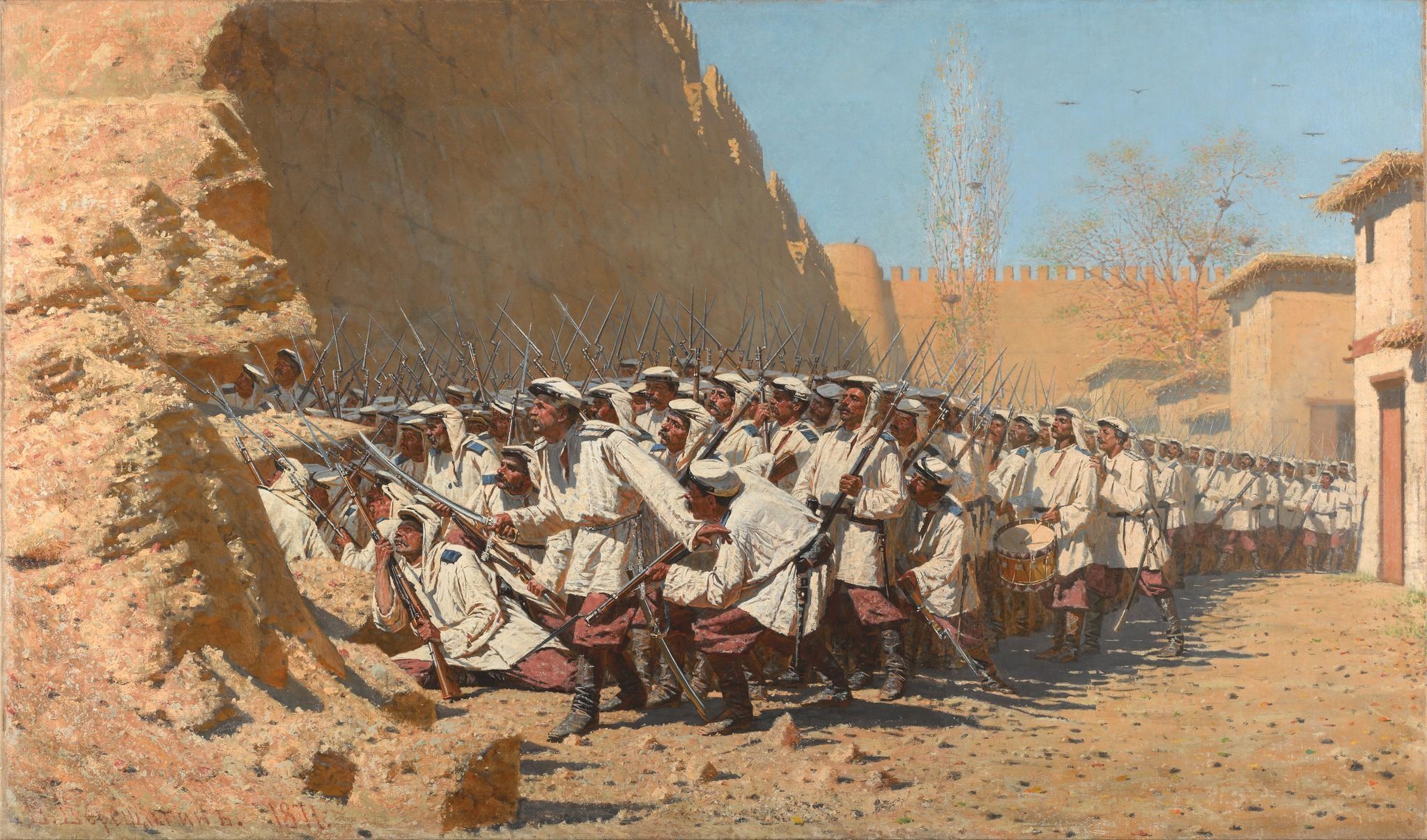
화가 바실리 베레시차긴이 그린 1873년 히바 칸국으로 진격하는 러시아군.

그 후 벌어진 히바 칸국의 역사는 두 강대국인 러시아 제국과 영국과의 관계에 짜맞춰지게 되었다. 러시아 제국의 표트르 1세는 자국의 후진성을 자각하여 사회개혁과 군사력 증강을 원했지만 오스만과 스웨덴과의 전쟁때문에 재정난에 시달렸다. 차르인 표트르 1세의 재위 기간에 아무다리야강기슭에서 금광이 발견되었다는 보고가 들어오자, 러시아의 보호국을 원하던 히바의 칸이 건넨 제안을 기억해낸 표트르 1세는 인도로 통하는 무역로를 열고 아무다리야강의 금을 얻기 위해 1717년에서 1718년 동안 알렉산드르 베코비치 체르카스키 대공이 이끄는 750명에서 4,000명 규모의 무장한 무역 탐사단을 보냈다. 탐사단을 만난 히바의 칸인 세르가지 칸은 호의를 표하는 척하며 야영지를 꾸린 다음, 급습을 가하여 40명만 빼곤 특사들을 전부 다 학살했다. 하지만 표트르 1세는 캅카스 쪽의 영토를 넓히고 있었고 또한 너무 멀었기 때문에 아무것도 할 수 없었다. 하지만, 그 후 칸국은 1740년에서 1747년 동안 나디르 샤의 페르시아의 치하에 있게 되었다.
이후에는 파벨 1세가 인도 정복을 기획함에 따라 히바 칸국이 말려들뻔한 적이 있었다. 그의 계획은 우선 히바 칸국과 부하라 토후국에 들려 러시아인 노예들을 해방시키고 인도로 진군하는 것이었다. 이를 위해 코사크 군사들과 함께 파벨 1세는 첫번째 목적지인 히바 칸국으로 진군하지만 진군로는 너무나도 험했다. 결국 히바 칸국으로 도착하기도 전에 파벨 1세는 살해 당하고 만다. 이러한 그의 원정은 인적, 물적으로 끔찍하게 부족했기에, 그의 사망 이후 곧바로 취소되었다. 다음 황제인 알렉산드르 1세는 그런 욕심이 없었기에. 니콜라이 1세와 알렉산드르 2세가 즉위하고서야 히바 칸국을 병합하기 위해 제대로 된 노력이 시작되었다.
그레이트 게임이 벌어지는 동안 러시아는 1839년에 히바를 향한 원정에 몰두한다. 명목상으로는 이 원정은 카스피해에서 투르크멘인에게 잡혀서 노예로 팔려간 러시아 개척민들을 구하기 위한 것이었지만, 사실은 대영제국이 제1차 영국-아프가니스탄 전쟁에 정신이 팔린 동안 자신들의 국경을 확장하기 위해서였다. 이 원정은 오렌부르크 요새의 사령관인 바실리 알렉세비치 페로브스키 장군의 지휘 아래 5,200명의 보병과 10,000마리의 낙타로 구성되었다. 어설픈 계획과 불운 때문에, 원정대는 역사상 최악의 겨울인 1839년 11월에 출정했고, 또한 19세기에 들어서면서 알라쿨리 칸이 중앙아시아 전역에서 패권을 잡고 있었기 때문에 목적지에 도착하지도 못한 채 결국 1,000명이 죽었으며, 1840년 2월 1일 퇴군하여 5월에 오렌부르크에 돌아올 수밖에 없었다.
그때, 러시아의 히바 병합 시도를 뿌리 뽑기 위해 전전긍긍하던 영국은 노예들을 해방하기 위해 자기들만의 시도를 했다. 아프가니스탄의 헤라트에 있는 영국의 정치장교인 토드 소령은 제임스 에벗 대위를 파견했다. 제임스 에벗 대위는 파슈툰족으로 위장하여 1839년 성탄절 전야에 히바로 떠났다. 에벗 대위는 1840년 1월 말에 도착했고, 비록 칸이 그의 정체를 의심했지만, 노예 문제와 관련된 편지를 차르에게 전달하도록 허락받았다. 그는 1840년 3월 7일에 알렉산드로브스크 요새(악타우)로 떠났지만, 안내인에게 배신당하고 가지고 있던 것을 빼앗기게 된다. 그러다 강도들이 그가 나르고 있던 편지의 기원과 목적지를 알게 되자 그를 풀어주었다. 한편, 헤라트에 있는 그의 상사들은 애벗 대위가 어찌 되었는지 모른 채 또 다른 장교인 리치먼드 셰익스피어 중위를 보냈다. 그는 애벗보다 더 성공적이어서 칸을 설득해 칸 휘하의 러시아인들을 해방하는 데 성공했고, 러시아 노예를 가지고 있는 죄를 사형으로 벌할 수 있도록 했다. 해방된 노예와 셰익스피어는 1840년 8월 15일에 알렉산드로브스크 요새에 도착했고, 러시아 제국은 한동안 히바를 정벌할 명분을 상실했다.
1840년대에 코칸트 칸국과 히바 칸국은 러시아 제국이 식민지 확보를 위하여 중앙아시아로 진출하는 것에 반대하여 카자흐 칸국(오늘날의 카자흐스탄)을 공격했지만, 이내 러시아 제국의 반격을 받았고 되려 러시아 제국의 대대적 공세로 인해 코칸트 칸국의 메치트 요새가 함락되었다. 이후, 시르다리야강 어귀의 아랄스크 요새의 구축과 함께 1848년부터 러시아인들은 화레즘 지방에 영구적으로 정착하기 시작했다. 러시아 제국의 군사적 우위는 히바 칸국뿐만 아니라, 중앙아시아의 다른 국가들인 부하라 칸국과 코칸트 칸국이 수년 동안 싸워도 도저히 막을 수 없을 정도였다. 곧 러시아가 투르키스탄 쪽으로 확장하면서 히바 칸국의 영토는 서서히 줄어들었고 1873년에 러시아 제국이 히바 주변의 타슈켄트와 사마르칸트를 점령하였다. 그리고 러시아 제국 육군의 장군인 콘스탄틴 폰 카우프만 장군은 13,000명의 보병과 기병을 이끌고 히바를 침공했다. 히바는 1873년 5월 28일에 함락되었고, 1873년 8월 12일에 겐데미안스키 평화 조약을 맺으면서 히바는 사실상 러시아 제국의 보호국이 되었다. 이 평화 조약에서는 히바 칸국의 외교권 포기와 러시아 제국 국적의 선박의 아무다리야강 우선 통행권 보장 등의 내용이 있었다. 또한, 이 조약으로 인해 노예제가 폐지되고 노예 시장이 문을 닫게 되면서 약 4만명에 달하는 노예가 해방되었다. 노예제의 폐지와 함께 오랫 동안 유지되었던 가혹한 형벌도 폐지되었다. 이후, 히바 칸국의 행정권은 러시아 총독령 하에 두어졌으며, 외교권은 투르키스탄 총독령과 상트페테르부르크의 외무부 장관이 맡게 되었다. 히바 칸국이 러시아 제국에게 점령당한 이후, 1870년에는 무함마드 라힘 2세가 투르키스탄 총독령의 지원 하에 메르브를 히바 칸국의 지배 하에 두려고 했으나 실패로 끝났다. 1880년대부터 러시아 제국 내 자디드(Jadid)들이 벌이던 자디드 운동을 히바 칸국은 탐탁치 않게 보며 탄압했는데 이에 대해선 자디드 운동에 대한 탄압을 하고 있었던 무함마드 라힘 2세 칸이 그의 관할 영토 내에서 학교나 전기 및 전화 시설 등이 도입되는 것을 방해한 사실 등이 이를 반증해준다.
유럽인들이 대대적으로 히바 칸국으로 이주한 최초의 사례는 1882년에 있었던 메노나이트 교도들의 이주였다. 독일어를 쓰는 메노나이트 교도들은 클래스 엡 주니어의 지휘 아래 볼가 지역과 몰로츠나 식민지에서 왔다. 메노나이트 교도들은 10월 혁명에 앞서 10년 동안 우즈베키스탄의 사진과 영화 제작을 촉발한 사진 기술과 더 효율적인 목화 수확법, 발전기 그리고 다른 발전된 기술을 소개하여 칸국이 근대화하는 데 중요한 역할을 했다.

### 내전 그리고 소비에트 공화국

1921년 5월부터 쓰인 화레즘 SSR의 국기.

1917년에 2월 혁명이 발발한 이후, 히바 칸국의 청년 히바인이라는 단체가 의회의 설치를 요구했다. 이 무렵에 중앙아시아 지역에서 바스마시 운동이 진행되는 가운데 청년 히바인과 같은 지식인 단체에서는 반외세 정책을 주장했다. 이러한 가운데 1917년에 있었던 10월 혁명으로 러시아 내에서는 볼셰비키가 정권을 장악하고 소비에트 러시아를 세우자, 반 왕당파와 투르크멘 부족민들은 1919년 말에 볼셰비키와 힘을 합쳐 칸을 몰아내기로 했다. 처음에 소비에트 러시아 공산당은 불간섭 원칙을 주장했다. 그러나 제국주의 열강의 대 소비에트 간섭이 시작되고 적백 내전이 발발하면서 중앙아시아가 반혁명 세력의 근거지가 되자, 곧바로 소비에트 러시아의 공산당은 혁명 전쟁을 선포했다. 소비에트를 주도로 한 혁명이 일어난 이후, 소련의 공세로 1920년 2월 2일에 히바의 마지막 칸인 2차 온기라트 왕조의 사이드 압둘라는 칸으로서의 지위를 포기했다. 이후 투르키스탄 적군이 개입하여 1920년 4월 26일에 화레즘 소비에트 사회주의 공화국 (훗날 화레즘 SSR로 불리게 됨)이 옛 히바 칸국 영토에 세워졌다가, 1924년에 적백 내전의 승리로 소비에트 러시아에서 개편된 소련에 완전히 병합되면서 투르크멘 소비에트 사회주의 공화국과 우즈베크 소비에트 사회주의 공화국으로 나뉘었다. 1991년에 소련이 붕괴하면서, 오늘날 이 칸국이 있던 곳은 각각 투르크메니스탄과 우즈베키스탄으로 불리게 되고 우즈베크인, 카라칼팍인, 투르크멘인, 카자흐인들이 산다.

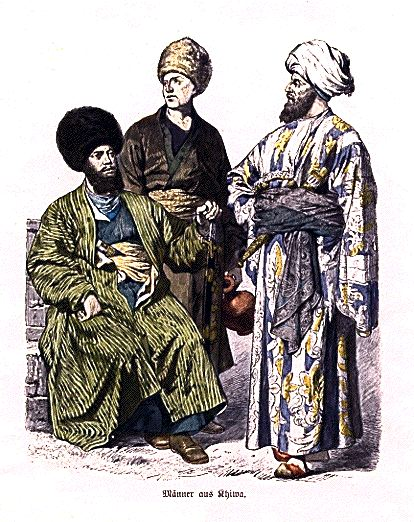
히바 칸국의 사람들을 그린 그림.

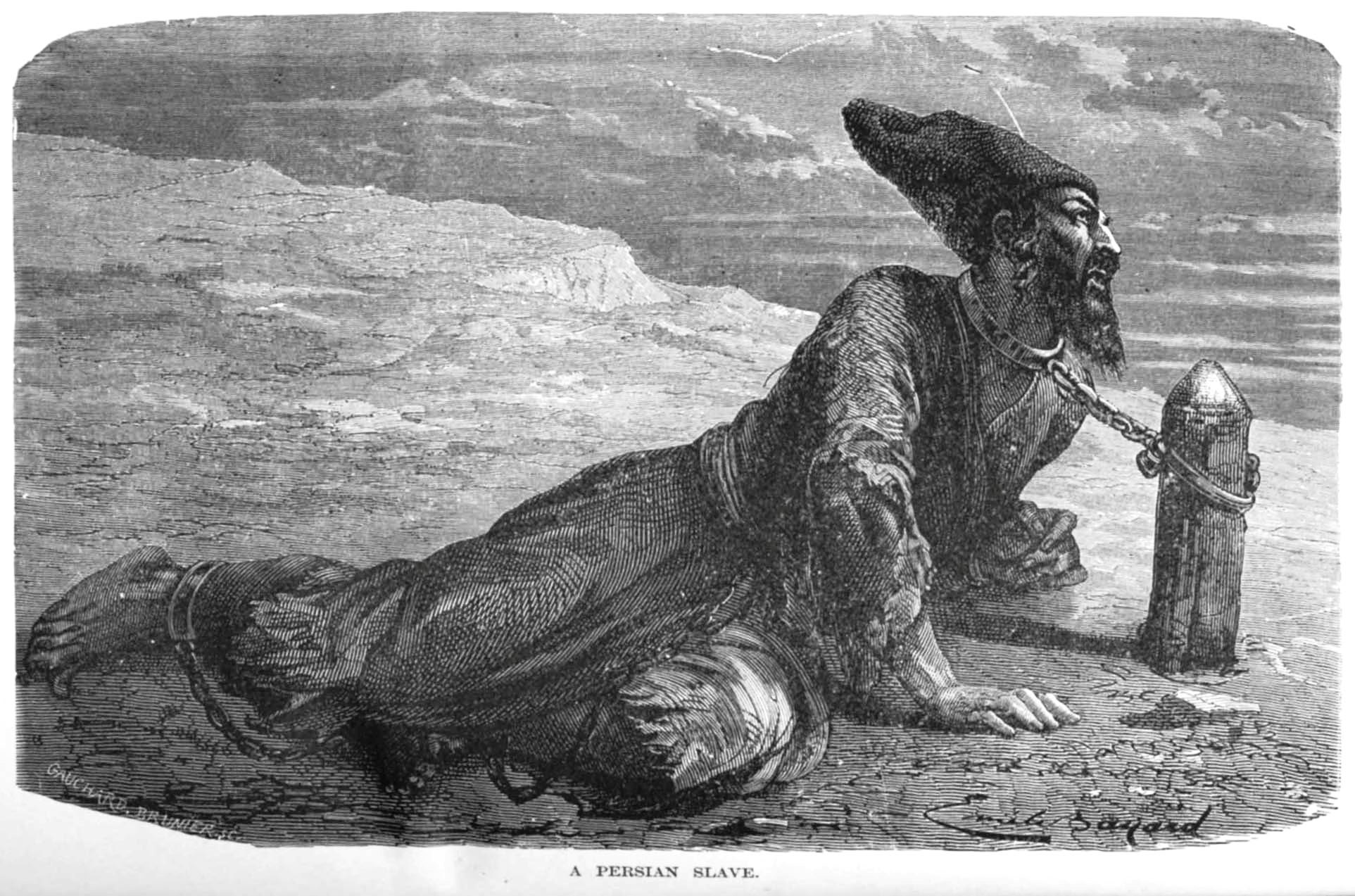
19세기 히바 칸국의 페르시아인 노예.

## 사회
왕족은 영지가 분할되어 아미르(귀족)와 군인들에게 봉토가 하사되었다. 이런 부족 제도의 개념은 동일한 우즈베크인 국가인 부하라 칸국 및 다른 칸국보다 더 깊게 배여 있었으며, 유목 생활을 유지하던 부족집단은 정책상활을 한 이후에도 여전히 부족 단위로 생활하고 있었다. 실제로, 히바 칸국 내에는 콘기라토, 만기토, 킵차크 등의 부족 이름을 딴 도시가 존재했다.
역사적으로 칸이 최고 국가원수이고 4명의 남자와 4명의 왕비가 지배하는 구조로 인해 왕권은 대체로 약했지만, 일부 칸은 아불 가지 바하두르와 같이 내정과 외교 모두에서 실적을 남긴 칸도 있었다. 칸들은 사이드(Sayyid) 칭호(선지자 무함마드의 자손을 의미)를 얻기 위해 토착 호자(Khoja)의 딸과 결혼했으며 그 결과 19세기에는 많은 사람들이 사이드로 불리게 되었다. 2차 온기라트 왕조의 창시자인 이르타자르 칸은 자신 왕가의 권위를 높이기 위해 호자 일족의 딸을 빼앗아 후궁으로 삼았다.
히바 칸국 내에서는 수피즘 지도자가 강한 권력을 가지고 있었으며, 그 다음으로는 아미르 문관이 뒤를 이었다. 칸과 아미르 사이의 대립은 부하라 칸국보다 심했으며 결국 17세기에 이스판디야르 칸의 통치 시기에는 우즈베크인에 대한 대대적인 학살이 있었다. 이스판디야르 칸의 학살에 투르크멘인들이 협력한 것에 대한 보복으로, 1645년의 아불 가지 바하두르 칸의 재위기에는 투르크멘인에 대한 학살이 이루어졌다.
러시아 제국의 보호국이 된 이후에는 칸은 형식적인 통치자였으며 실질적인 행정권은 평의회가 맡았다. 평의회는 7명의 의원이 있었으며, 그 중 4명은 러시아가 파견한 투르키스탄 총독이 임명하였고, 나머지 3명은 히바 칸국의 귀족들이 참여했다. 평의회는 기존의 통치기관과는 달리 러시아군이 히바 칸국의 영토 내에 주둔해 있는 동안만 권한을 행사 할 수 있었다. 이로 인해 평의회를 맡은 러시아의 장교인 이바노프는 총독부를 이용하여 투르크멘인의 일파인 요무도인을 러시아에 귀순시키는 등의 탄압을 자행했다.

## 경제
히바 칸국은 전통적인 유목 사회였기 때문에 국가를 지탱한 가장 중요한 산업은 농업이었지만 유목민인 우즈베크족이 화레즘 지역에 뿌리내리고 있던 농업 기법에 끼친 영향은 작았다. 가장 중요한 산업이 농업이었기 때문에, 칸에게 복종하지 않는 사람에겐 가장 엄격한 조치로 곡물 판매 시장 출입을 금지시켰다. 히바 칸국의 농업은 아무다리야 수계의 도움을 받아 18세기 말부터는 화레즘 지역에서 수로의 건설 및 수리가 이루어졌다.
또한, 유목 사회라는 특성상 히바에는 전통적으로 노예시장을 운영했는데 19세기 초 러시아인이 남하하면서 히바 칸국은 이를 잡아들어 노예로 팔았다. 1873년에 히바 칸국으로 원정을 간 러시아군의 보고서에 따르면 노예 시장 내에는 러시아인 노예가 약 3천명 정도 있었으며 그 외 약 3만명가량 되는 노예가 존재했다고 밝혔다. 이들 노예는 투르크멘인이나 카자흐인에게 팔려 노동을 해야 했다. 여기서 러시아인은 낙타 4마리에 거래되었다. 그러나 1873년에 러시아 제국군이 히바 칸국을 점령하면서 노예 시장도 폐쇄되었다.
히바 칸국은 전통적으로 투르크멘인들과 교역했지만 이후 동투르키스탄의 정세가 안정된 18세기 말부터는 히바 칸국이 위치한 서투르키스탄과 러시아 제국 사이의 무역도 활성화되었다. 한편, 각지의 영주는 영토를 통과하는 상인이나 사자에게 통과세를 부여했기 때문에 상업의 정체를 초래했다는 주장도 있다. 주요 교역 상대인 러시아에서 금속 제품, 모피, 서구 제품을 수입했으며 직물, 카펫, 수공예품을 수출했다. 칸국 내에서는 독자적인 화폐가 있었지만, 화폐의 가치는 지역마다 달라서 경제적인 안정은 확보하지 못했다.

## 문화

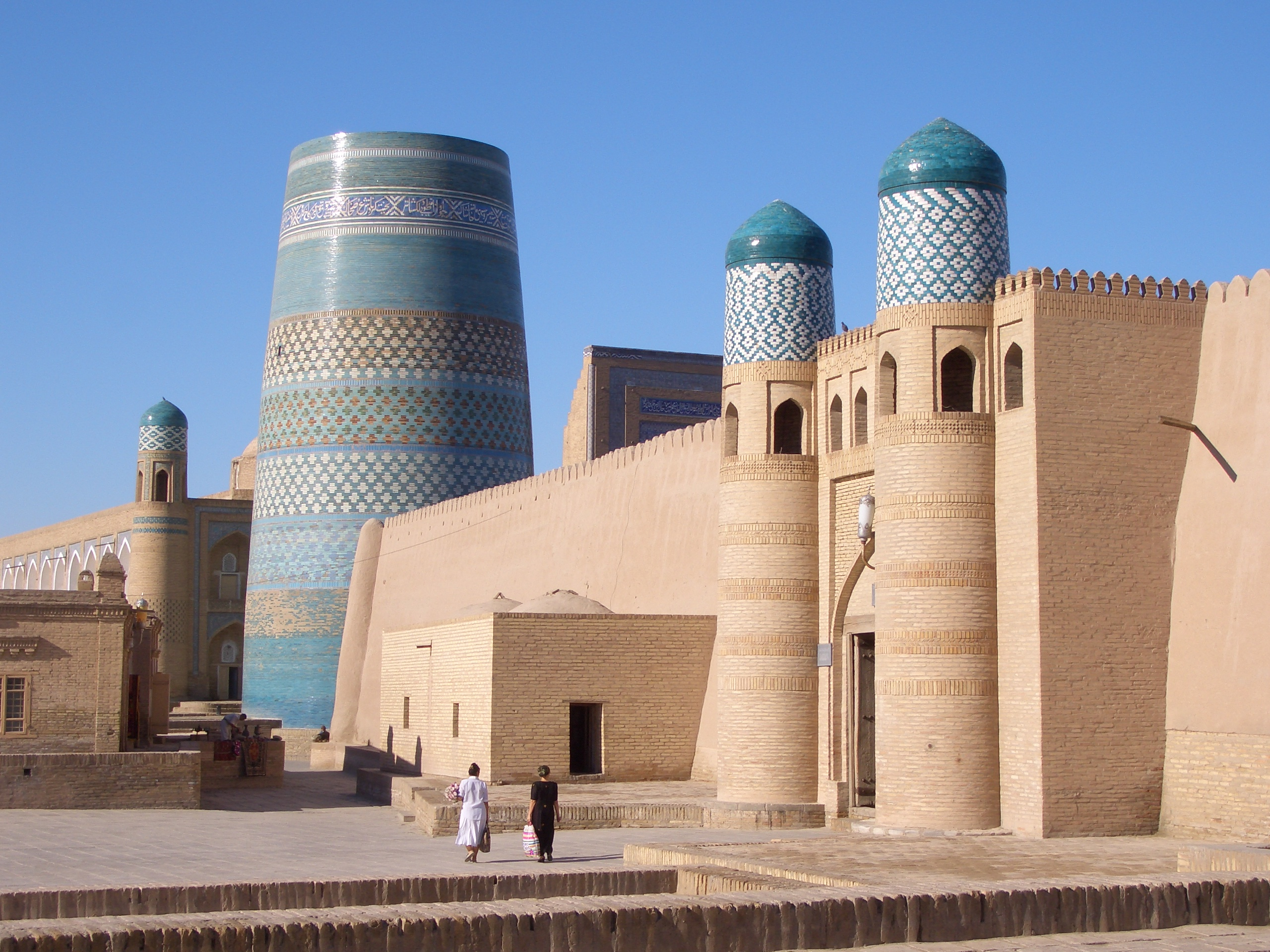
히바에 있는 칼타 미노르.

16세기부터 18세기까지 히바 칸국 내에 지어진 건축물들은 대부분 실용성을 중시하여 예술성은 낮다고 여겨진다. 같은 시기 부하라 칸국의 잔 왕조의 존속 기간 동안에 세워진 사마르칸트의 건축물들에 비해 예술적 가치가 낮다는 평가도 존재한다. 이 시기를 대표하는 건축물로는 아누샤 무함마드 시기에 건설한 하바드 요새와 요새 주위에 둘러진 수로가 있다. 1740년에는 페르시아의 나디르 샤가 점령하면서 많은 건축물들이 파괴되었지만, 18세기부터 19세기에 걸쳐 많은 시설이 재건되었는데, 히바 칸국 시기 재건된 대표적인 건축물로는 흔히 히바 성이라 부르는, 유네스코 세계 문화 유산인 이찬 칼라 성으로 16세기에서 17세기 초까지 히바 칸국의 수도였으며 1788년과 1789년 사이에 재건축이 이루어졌다.
17세기의 히바 칸국의 문예 활동은 정체되었으며, 아불 가지 바하두르 자신이 역사서를 편찬하게 된 계기로는 궁정에 역사 편찬을 맡길 수 있는 인물이 없었기 때문이기도 했다. 19세기에 온기라트 왕조의 전성기가 되면서 문예의 발달이 시작되었다. 2차 온기라트 왕조의 창시자인 이르타자르 칸은 젊은 문인인 무함마드에게 역사 편찬을 명령했다. 이후 티무르 제국의 역사가인 밀 호르도의 저서를 페르시아어에서 우즈베크어로 번역하라는 명령에 무함마드는 역사 편찬을 중단했지만, 번역을 다 끝마치지 못하고 병사했다. 무함마드 사후 1839년에서 1840년까지 그의 조카인 무함마드 리자가 편찬을 이어갔고, 이후 무함마드 라힘 2세의 통치 기간인 1910년까지의 통치 역사를 저술했다.
알라쿨리 칸 시기에는 쿤나이크 궁전을 대신할 거처로 히바 시의 동부 끝에 거대한 왕궁인 타쉬 하울리 궁전을 건설하였다. 이 왕궁은 150개의 방이 있으며, 채색 자기 타일과 여러 목조 부조로 장식하는 등, 부하라 칸국의 왕궁을 능가하는 중앙아시아의 거대한 궁전을 건설했다.
2차 온기라트 왕조 시대의 건축물부터는 예술성을 갖추기 시작하여 라힘쿨로프 칸이 세운 하자라스 궁전에 대하여 무함마드 아민 칸은 유럽에서 방문한 사람들에게 놀라움을 주었다고 기록했다. 칼타 미노르는 1852년에 히바 칸국의 무함마드 아민 칸이 원래 100m의 높이로 중앙아시아 최대의 미나렛을 지으려고 하였으나 칸이 사망하면서 건설이 중단되었고 높이는 28m에 그쳤다. 1852년에 무함마드 아민 칸이 세운 마드라사는 중앙아시아 최대 규모의 마드라사로, 전성기에는 100여명의 학생들이 있었는데 이러한 무함마드 아민 칸의 재위기에 있얶던 건설사업에는 다른 나라에서 강제로 포로가 되었거나 연행된 기술자가 동원되었다.
러시아 제국의 보호국이었던 시절인 1910년에 지어진 이슬람 칼타 미노르는 오늘날 히바 시의 상징이 되었다.

## 국기
히바 칸국은 유목 민족이라는 특성상 전통적으로 국기가 존재하지 않았으나, 러시아 제국에게 점령당하여 보호국이 된 이후 국기를 지정했으며, 이후 내전 기간에는 별도의 국기를 또 사용하였다.
히바 칸국의 국기
- 1917년 이전의 국기
- 내전 시기 사용된 국기 (1917년 ~ 1920년)[75]

## 국토 변화
히바 칸국의 역대 국토 변화를 나타낸 지도들이다.
히바 칸국의 국토 변화
- 1600년의 모습
- 1729년 페르시아 만 지도 페르시아 북쪽의 주황색 테두리가 히바 칸국이다.
- 1734년 프랑스어로 제작된 히바 칸국 지도.
- 1750년 히바 칸국 (Burhara옆의 Khiva라고 적혀있는 보라색)
- 1789년 히바 칸국 (Хиви가 적혀있는 색이)
- 1839년 페르시아, 아프가니스탄, 발루치스탄, 투르키스탄의 지도 이란 (하늘색) 바로위의 노란색이 히바 칸국이다.
- 1848년의 중앙아시아 지도. 페르시아 북쪽의 붉은색 테두리가 히바 칸국이다.
- 1851년 중앙아시아의 지도. 이 지도에는 히바 (노란색), 타르타리아, 코칸트, 부하라, 고대 실크로드의 왕국이 나타나 있다.
- 1890년 히바 칸국 (노란색)
- 1891년 히바 칸국 (노란색)
- 1898년 러시아 제국의 주 (Хиви가 히바 칸국이다.)
- 1900년 투르키스탄의 지도  히바 칸국
- 1902년부터 1903년 사이 히바 지역 지도
- 1874년~1920년동안 히바(폴란드어 : Chiwa)의 줄어든 국경을 반영한 1903년의 폴란드어 지도 (갈색)
- 1904년 아시아 지도에서의 히바 칸국 (KHIVA)
- 1907년 히바 칸국
(希瓦 汗国 : 히바 칸국)
- 1912년 러시아 제국의 지도 (Хиви가 히바 칸국이다)
- 1914년 러시아 제국의 지도 (Хиви가 히바 칸국이다)

## 같이 보기
- 우즈베크인
- 카자흐 칸국
- 코칸트 칸국
- 부하라 칸국
- 우즈베키스탄의 역사
- 그레이트 게임
- 카이프 칸
- 화레즘
- 화레즘 SSR
- 히바